# Pobřeží moskytů
Pobřeží moskytů (v anglickém originále The Mosquito Coast) je americký film z roku 1986, který natočil režisér Peter Weir podle scénáře Paula Schradera. Ten vznikl na motivy stejnojmenné knihy od Paula Therouxe. Hlavní roli otce čtyř dětí, vynálezce, který nenávidí civilizaci, ve filmu ztvárnil Harrison Ford. Jeho manželku ztvárnila Helen Mirrenová a jedno z dětí River Phoenix. Rodina se vydává na cestu do střední Ameriky a začne žít v džungli (natáčelo se v Belize). Hlavní role byla původně nabídnuta Jacku Nicholsonovi, který ji odmítl. Harrison Ford byl za svůj výkon nominován na Zlatý glóbus, stejně jako skladatel Maurice Jarre.